# Sint-Mariakerk (Thunum)
De Sint-Mariakerk (St.-Marien-Kirche) is de kerk van de lutherse gemeente in Thunum, een plaats in de gemeente Stedesdorf, die deel uitmaakt van het Oost-Friese samenwerkingsverband Esens.

## Geschiedenis

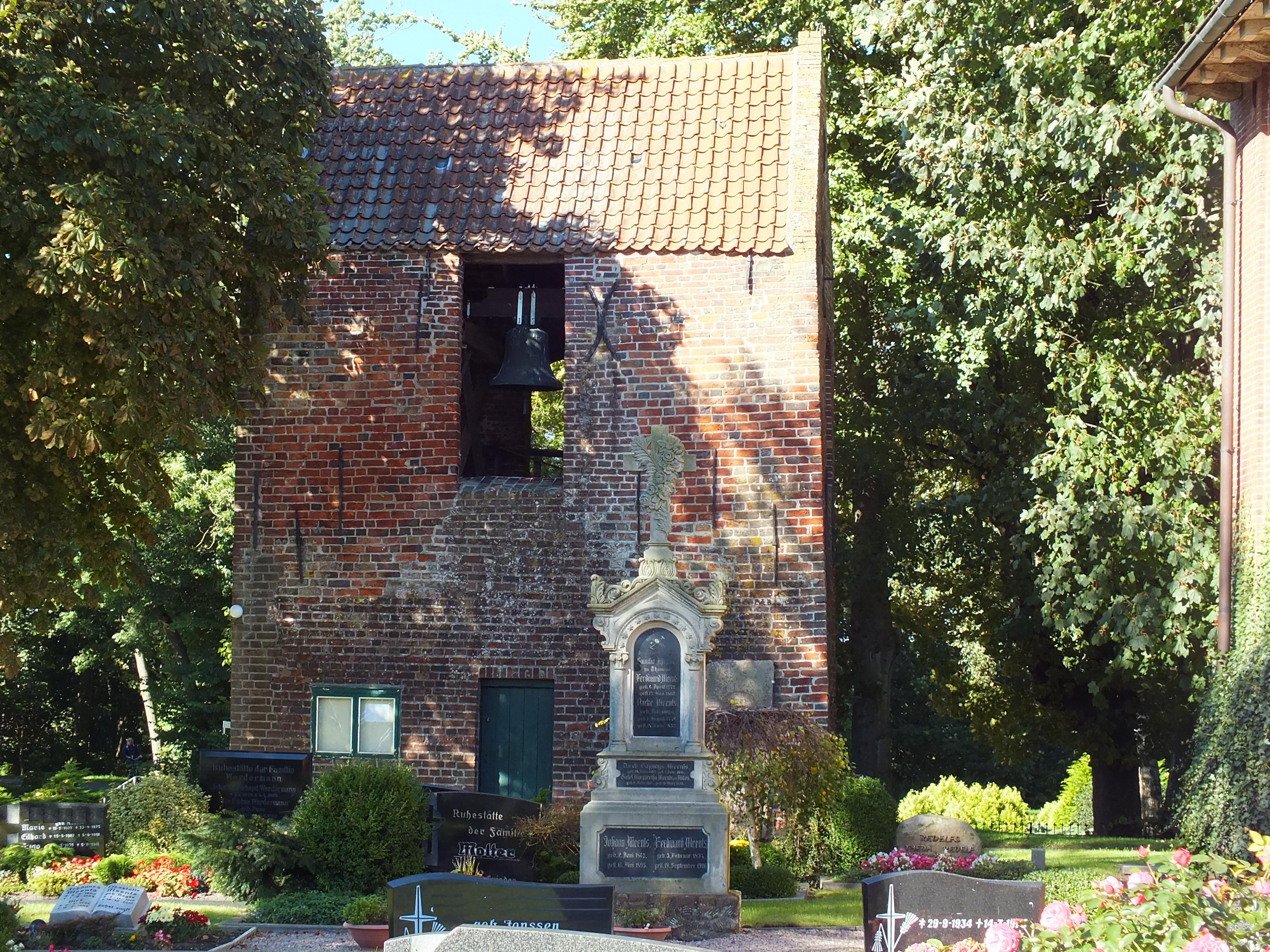
Klokkentoren

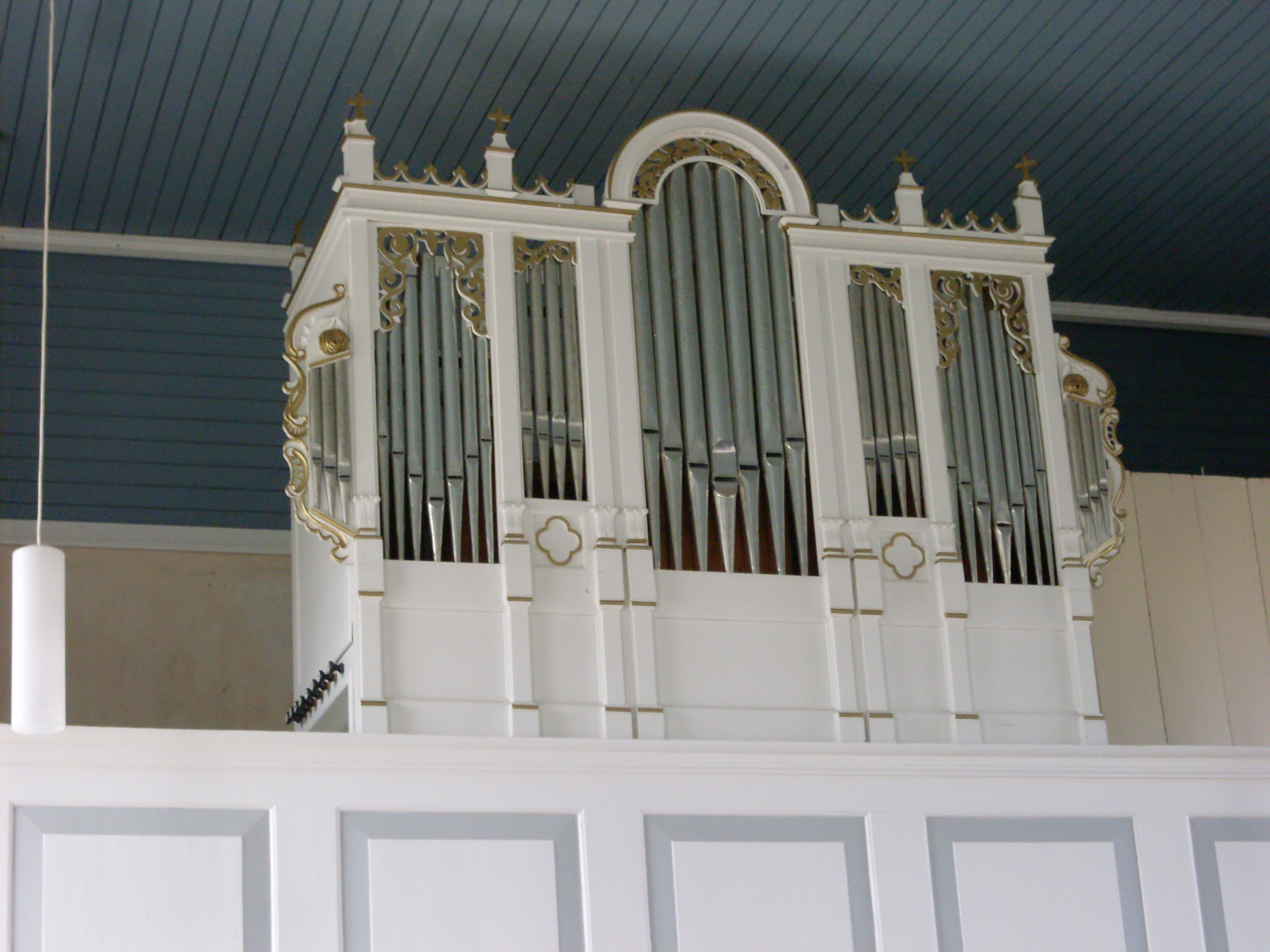
Orgel

Aan de huidige kerk gingen minstens twee voorgangers vooraf. De eerste kerk was groter en werd waarschijnlijk in de 13e eeuw van tufsteen gebouwd. Van dit bouwwerk bleef alleen de zijdelings van de kerk staande klokkenstoel over. Aan de toren bevindt zich de oudst gedateerde grafsteen van Oost-Friesland. Het betreft de grafsteen van de hoofdeling Ede Reentzen († 1394).
Voor de reformatie had de kerk twee geestelijken in dienst, waarvan één de titel vicaris voerde.
Het tweede kerkgebouw werd vermoedelijk in 1558 gebouwd. Het westelijke deel van deze kerk bestond eveneens uit tufsteen, materiaal dat afkomstig was van het eerste kerkgebouw. Deze kerk was circa 27 meter lang en 7 meter breed. In de 19e eeuw werd deze kerk zo bouwvallig, dat sloop noodzakelijk was. Aansluitend werd de huidige kerk gebouwd.

## Interieur
De kansel bevindt zich boven het altaar. Zo worden de verkondiging van het Woord en het sacrament met elkaar verbonden. Voor het altaar ligt in de vloer een grafzerk van blauwe hardsteen. Het is de grafzerk van de predikant Onno Gruben uit Thunum, die in het jaar 1731 stierf. De grafzerk uit de voorgangerkerk van de in 1394 overleden hoofdeling Edo Reentzen kreeg een plaats aan de klokkentoren. Uit de oude kerk stammen ook twee olieverfschilderijen uit de 17e eeuw en twee rouwborden van de familie Glan. De beide epitafen zijn van de vrijheer Van Glan († 1718) en Isabella van Glan († 1771).
Het houten doopvont stamt uit de 19e eeuw. Het orgel werd in het jaar 1855 door de orgelbouwer Arnold Rohlfs gebouwd. Het instrument bezit zes registers (principaal 4′, bedekt 8′, fluit travers 8′, fluit 4′, woudfluit 2′, dulciaan 8′) op één manuaal (C–f3) en aangehangen pedaal. Vier registers zijn nog grotendeels origineel.